# Funcom
Funcom ist ein norwegischer Entwickler und Publisher von Computerspielen mit Sitz in Oslo. Seit Juli 2020 ist die Firma komplett im Besitz von Tencent.
Insgesamt veröffentlichte Funcom bis heute über 20 Titel. Zu den wohl bekanntesten darunter gehören das MMORPG Anarchy Online und die Adventures The Longest Journey und Dreamfall. Am 23. Mai 2008 veröffentlichte Funcom mit Age of Conan: Hyborian Adventures ein weiteres MMORPG.

## Spiele
| Jahr | Titel                             | Genre                          | Plattform         |
| ---- | --------------------------------- | ------------------------------ | ----------------- |
| 1994 | Daze before Christmas             | Action                         | Sega Mega Drive   |
| 1994 | A Dinosaur's Tale                 | Adventure                      | Sega Mega Drive   |
| 1995 | Samurai Showdown                  | Fighting Game                  | Sega Mega Drive   |
| 1995 | Fatal Fury Special                | Fighting Game                  | Sega Mega Drive   |
| 1996 | Nightmare Circus                  | Action                         | Sega Mega Drive   |
| 1996 | Disney's Pocahontas               | Adventure                      | Sega Mega Drive   |
| 1996 | Casper                            | Puzzle Adventure               | Sega Saturn       |
| 1996 | Winter Gold                       | Sport                          | Super Nintendo    |
| 1997 | NBA Hangtime                      | Sport                          | Sega Mega Drive   |
| 1999 | CMX                               | Rennspiel                      | Playstation       |
| 1999 | Speed Freaks                      | Rennspiel                      | PlayStation       |
| 2000 | The Longest Journey               | Adventure                      | PC                |
| 2000 | No Escape                         | Shooter                        | PC                |
| 2001 | Anarchy Online                    | MMORPG                         | PC                |
| 2006 | Dreamfall: The Longest Journey    | Adventure                      | PC, Xbox          |
| 2008 | Age of Conan: Hyborian Adventures | MMORPG                         | PC                |
| 2012 | The Secret World                  | MMORPG                         | PC                |
| 2014 | Lego Minifigures Online           | MMORPG                         | PC                |
| 2015 | The Park                          | Horror-Adventure               | PC                |
| 2017 | Conan Exiles                      | Survival                       | PC, Xbox One, PS4 |
| 2018 | Mutant Year Zero: Road to Eden    | Rundenbasiertes Strategiespiel | PC, Xbox One, PS4 |
| 2025 | Dune: Awakening                   | Survival MMO                   | PC                |